# 11013 Kullander
11013 Kullander este un asteroid din centura principală de asteroizi.

## Descriere
11013 Kullander este un asteroid din centura principală de asteroizi. A fost descoperit pe 16 august 1982 la Observatorul La Silla de Claes-Ingvar Lagerkvist. Asteroidul prezintă o orbită caracterizată de o semiaxă mare de 2,31 ua, o excentricitate de 0,19 și o înclinație de 3,7° în raport cu ecliptica.